# Estacar
Estacar ou Estachar (em persa: استخر; romaniz.: Estakhr) foi uma antiga cidade localizada no sul do atual Irã, na província de Fars, a cinco quilômetros ao norte de Persépolis. Foi um local próspero durante o período da Pérsia aquemênida.

## História
Inicialmente uma cidade aquemênida na atual província iraniana de Fars, conquistou importância não só por sua associação com Persépolis, mas também por dominar a extremidade ocidental de uma antiga rota de caravanas que ia do vale do Indo, através de Candaar e do Sistão, até a Pérsia/Pártia.
Tornou-se temporariamente a capital do Império Sassânida durante o reinado de Artaxes I (r. 224–242), antes que a capital fosse movida para Ctesifonte. Durante o período sassânida o tesouro real do império, conhecido como ganj ī šāhīgān, era mantido na cidade. Em 915-16, o célebre estudioso árabe Almaçudi viu, na casa de um nobre persa em Estacar, "o grande e excelente manuscrito" de uma obra copiada em 731 de documentos originais do tesouro real.
Em 659, o califa Ali (r. 656–661) enviou Ziade ibne Ali Sufiane para reprimir uma rebelião persa em Estacar. Ziade foi bem-sucedido em sua missão, e permaneceu na região como governador. Por algum tempo, Abedalá ibne Moáuia (líder designado de uma subseita xiita caiçanita) se estabeleceu em Estacar, a partir de onde dominou, por alguns anos, por toda a região de Pérsis e outras partes da Pérsia, incluindo Avaz, Jibal, Ispaã e Carmânia, de 744 a 748, até abandonarem o Coração, fugindo do avanço das tropas omíadas. Após ser reconstruída, a cidade perdeu sua importância para Xiraz. Atualmente apenas suas ruínas podem ser encontradas no sítio arqueológico.[carece de fontes?]